# Finsteraarhorn
Finsteraarhorn este muntele cel mai înalt din Alpii Bernezi, el domină panorama Elveției centrale și de est. Piscul are o formă asemănătoare cu o înotătoare de rechin, versantul de NV și de SE fiind deosebit de abrupt. Din punct de vedere geologic aparține de masivul Aar, cu rocile predominante de amfibolit. Calea de escaladare normală a muntelui pornește de la coliba „Finsteraarhornhütte” prima etapă este pe partea de SV, până la șaua „Hugisattel”, de aici peste creasta stâncoasă spre vârful situta la VS. Prima escaladare a muntelui a fost la data de 16 august 1812 realizată de câtre Arnold Abbühl, Joseph Bortis și Alois Volker, probabil pe partea de sud-est. Dovezi sigure a escaladării muntelui a avut loc la data de 19 august 1828 realizată pe calea normală de escaladare de către Jakob Leuthold și Johann Währen, aceștia fiind ghizii cercetătorului glaciolog  Franz Joseph Hugi, care s-a rănit la picior pe o șea a muntelui, care azi îi poartă numele.